# Гаропаба
Гаропаба (порт. Garopaba) — муниципалитет в Бразилии, входит в штат Санта-Катарина. Составная часть мезорегиона Юг штата Санта-Катарина. Входит в экономико-статистический микрорегион Тубаран. Население составляет 23 078 человека на 2024 год. Занимает площадь 115,56 км². Плотность населения — 199,7 чел./км².

## История
Город основан в 1846 году.

## Статистика
- Валовой внутренний продукт на 2003 составляет 73.197.674,00 реалов (данные: Бразильский институт географии и статистики).
- Валовой внутренний продукт на душу населения на 2003 составляет 5.061,03 реалов (данные: Бразильский институт географии и статистики).
- Индекс развития человеческого потенциала на 2000 составляет 0,785 (данные: Программа развития ООН).

## География
Климат местности: мезотермический гумидный с жарким летом. В соответствии с классификацией Кёппена, климат относится к категории cFa.